# Aandelenmarkt
De aandelenmarkt is het onderdeel van de kapitaalmarkt waar aandelen worden verhandeld. De aandelenmarkt omvat zowel bepaalde vormen van een (gereguleerde) effectenbeurs als een minder gereguleerde markt voor aandelen. Voorbeelden van Europese effectenbeurzen waar aandelen worden verhandeld, zijn de London Stock Exchange, de Deutsche Börse en de Amsterdamse effectenbeurs.

## Omvang
Begin oktober 2008 werd de omvang van de wereldwijde aandelenmarkt geschat op 30 biljoen euro en de totale markt van financiële derivaten op meer dan 600 biljoen euro, wat neerkomt op 11 keer de omvang van de volledige wereldeconomie. Hierbij moeten echter kanttekeningen worden geplaatst: deze laatste waarde is een fictieve hoofdsom ("notional value"), die niet rechtstreeks kan worden vergeleken met de reële cash-waarde op enig moment, doch slechts wordt gebruikt als factor in de berekening van waarden van afgesloten of lopende contracten. Bovendien sluiten veel financiële derivaten elkaar onderling uit, omdat ze zijn gekoppeld aan gebeurtenissen die elkaar wederzijds uitsluiten; een belegger die een positie in een termijncontract heeft en hier vanaf wil, pleegt een tweede contract te sluiten met een tegengesteld effect, waarbij beide contracten elkaar neutraliseren.

## Werking

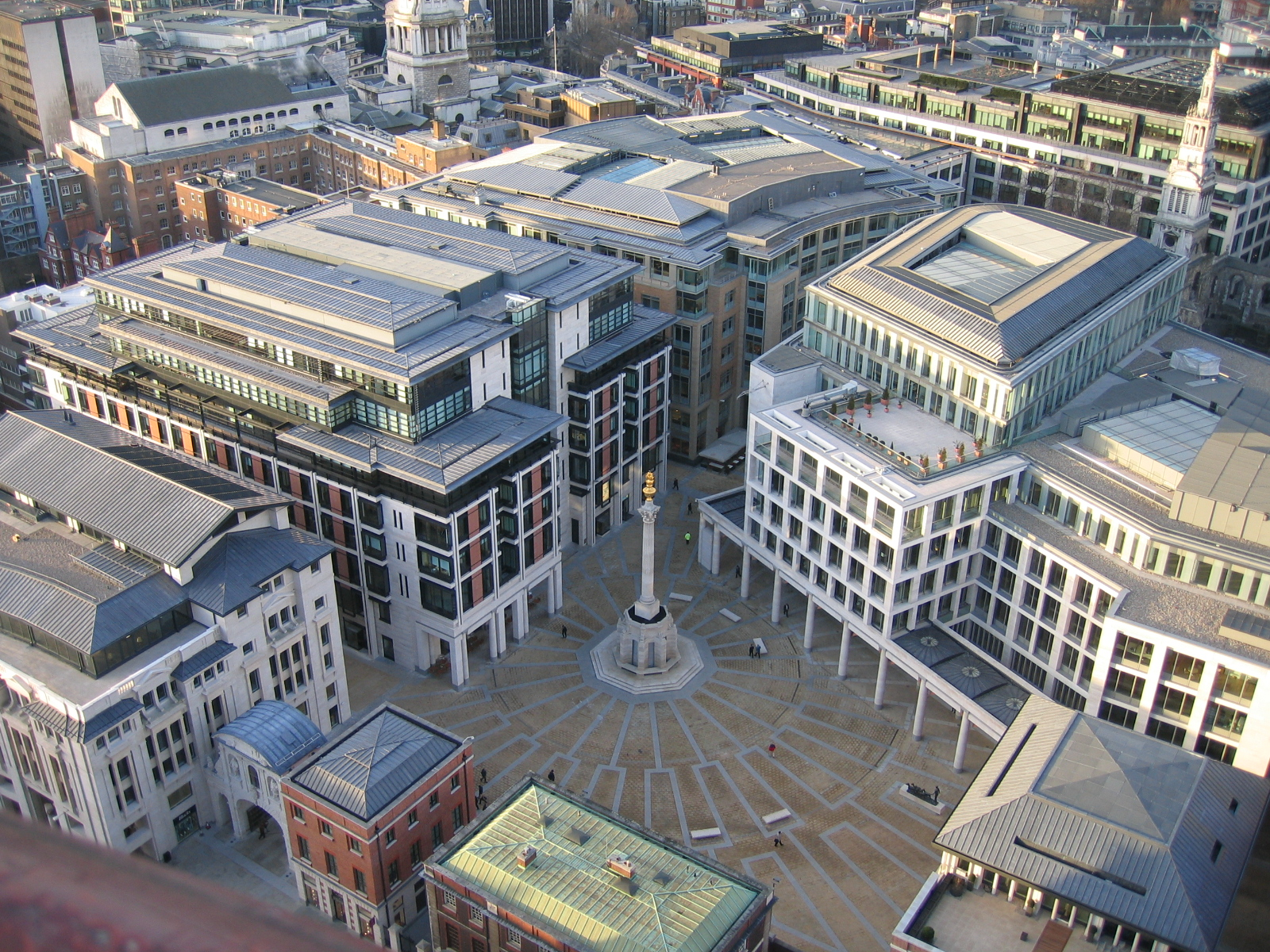
De London Stock Exchange

Deelnemers aan aandelenmarkten kunnen individuele aandelenhandelaren of hedgefonds-dealers van waar ook ter wereld zijn. Er kan bovendien sprake zijn van een fysieke of virtuele marktplaats. Aandelenbeurzen hebben soms plaats op een fysieke locatie, een methode die bekendstaat als open outcry of parkethandel. In andere gevallen - en in het bijzonder bij vrijmarkten - gebeurt de handel tegenwoordig via de computer. Het principe is in alle gevallen hetzelfde als op een veiling; er wordt op de aandelen geboden, met als doel de transactie zo vlot mogelijk te laten verlopen (behalve bij het at market kopen of verkopen).

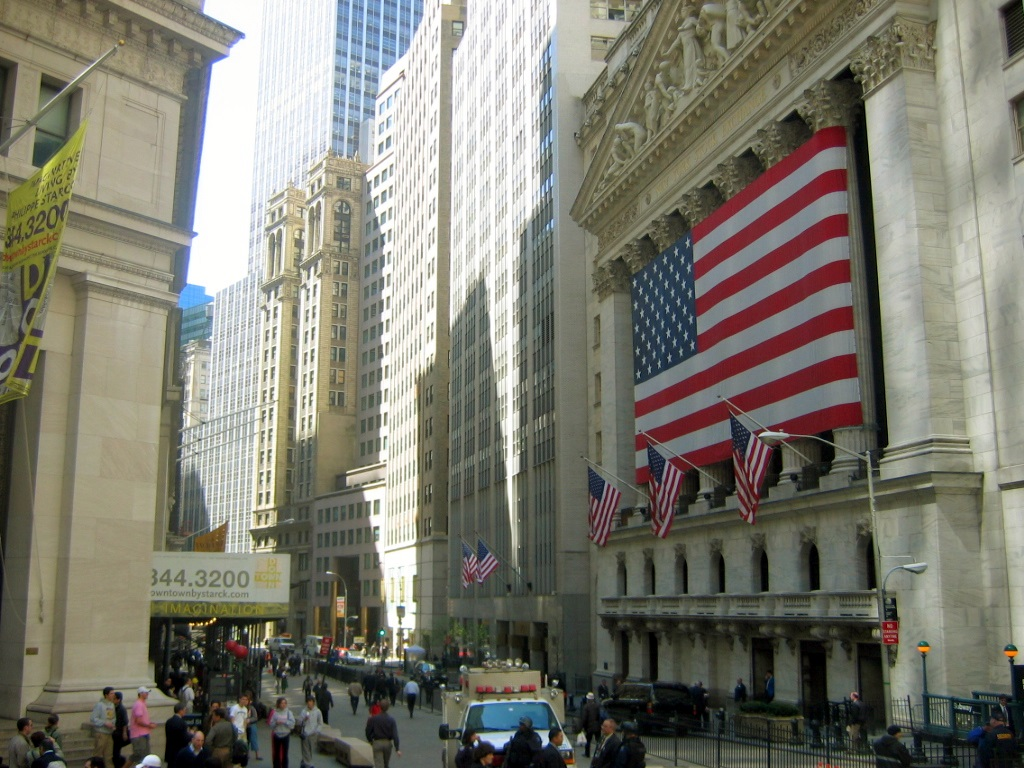
De New York Stock Exchange

De New York Stock Exchange is een voorbeeld van een fysieke aandelenbeurs, de NASDAQ is daarentegen een virtuele die voor het overige vrijwel hetzelfde functioneert. De Beurs van Parijs (sinds 2000 een onderdeel van Euronext) had vóór de invoering van het CATS-handelssysteem in 1986 de vorm van een parkethandel. Sindsdien is deze aandelenbeurs vrijwel volledig virtueel geworden.
Koersen van aandelen en andere activa vormen een belangrijke indicator voor de economische activiteit en daarmee ook de economische groei van een land. Deze koersen worden daarom door de centrale banken voortdurend in de gaten gehouden.

## Aandelenmarkten en het financiële systeem
Een belangrijk kenmerk van het nieuwe westerse financiële systeem is de disintermediëring: een deel van de (bijvoorbeeld hedge-)fondsen gaat rechtstreeks naar de financiële markten, in plaats van via de lange omweg van leningen en deposito's via banken. De toegenomen algemene interesse in het investeren in de aandelenmarkten - bijvoorbeeld via beleggingsfondsen - heeft hier een belangrijke bijdrage aan geleverd. (Uit statistische gegevens blijkt dat in de jaren 70 in Zweden de deposito-accounts en andere zeer liquide (risicoloze) activa nog meer dan 60% van de financiën van een gemiddeld huishouden uitmaakten, terwijl dit in het eerste decennium van de 21e eeuw was gedaald tot minder dan 20%. Het grootste deel van deze veranderde portfolio is dus naar de veel risicovollere aandelenmarkt gegaan, waar het gevaar van fluctuatie bestaat. De investeerders moeten daarom goed op de risico's voorbereid zijn. Het volgende citaat is afkomstig uit de inleiding van een biografie over de aandelenhandelaar Warren Buffett:

With each passing year, the noise level in the stock market rises. Television commentators, financial writers, analysts, and market strategists are all overtaking each other to get investors' attention. At the same time, individual investors, immersed in chat rooms and message boards, are exchanging questionable and often misleading tips. Yet, despite all this available information, investors find it increasingly difficult to profit. Stock prices skyrocket with little reason, then plummet just as quickly, and people who have turned to investing for their children's education and their own retirement become frightened. Sometimes there appears to be no rhyme or reason to the market, only folly.

## Gedrag van de aandelenmarkt
Aandelenmarkten zijn zeer gevoelig gebleken voor markttrends. Gedreven door optimisme hebben investeerders soms de neiging de prijs van hun aandelen sterk op te drijven (de zogeheten bull markets). Bij pessismisme doen ze juist het tegenovergestelde (de zogeheten bear markets). De aanname dat er altijd min of meer een "prijsevenwicht" bestaat (doordat financiële markten de Gauss-verdeling blijven volgen) wordt door dit soort verschijnselen gelogenstraft.

### Crashes
Volgens de efficiënte-markthypothese kan de prijs van aandelen op de middellange of lange termijn alleen worden beïnvloed door fundamentele veranderingen zoals de verwachte winst of dividenduitkering. Bij de beurskrach van 1987 (de zwarte maandag), werd deze theorie op de proef gesteld. De Dow Jones-index daalde op één dag 22,6 %. Ook wierp deze plotselinge ineenstorting grote vragen met betrekking tot de rationele keuzetheorie en de algemene evenwichtstheorie op. Vergelijkbare gevallen zijn de beurskrach van 1929, de beurskrach van 1973-74 en de Internetzeepbel van 2000.
De precieze oorzaak van de beurskrach van 1987 is nooit achterhaald. Wel wordt de oorzaak van plotselinge grote schommelingen in het algemeen toegeschreven aan veelgebruikte strategieën zoals Value at Risk. Na de beurskrach van 1987 werd de handel in aandelen even wereldwijd stopgezet, omdat computers het enorme aantal transacties niet aankonden. Hierdoor konden de Federal Reserve en veel centrale banken maatregelen nemen om een financiële crisis in de kiem te smoren.

### Irrationeel gedrag
Andere studies lijken aan te tonen dat psychologische factoren - in dit verband bepaalde vormen van gedragseconomie - kunnen leiden tot "overdreven" prijsschommelingen doordat mensen te vroeg gaan anticiperen op patronen die ze menen te zien, waardoor de objectiviteit met betrekking tot de financiële situatie in het geding komt. Een voorbeeld is het enorm toegenomen zelfvertrouwen van aandeelhouders wanneer het bedrijf waarin ze geïnvesteerd hebben even een kleine winst boekt. Ook factoren als groepsdenken, massahysterie en euforie spelen in dit verband een belangrijke rol. Een beurskrach wordt vaak omschreven als een plotselinge scherpe daling van de koersen van de aandelen die op de aandelenbeurs genoteerd staan, waarbij naast economische factoren ook paniek een rol speelt. In weer andere studies worden parallellen getrokken tussen de aandelenmarkten en zaken als gokken. En natuurlijk spelen ook sommige media een zeer belangrijke rol in het beïnvloeden van de publieke opinie, bijvoorbeeld door middel van persberichten; zo werd in de aanloop naar het jaar 2000 volop gezinspeeld op de nieuwe economie, die de mogelijkheid tot snel veel geld verdienen bood dankzij de snel stijgende aandelenprijzen.

## Aandelenindex
De aandelenindex is een prijsindex die in een markt of marktsegment de prijsschommelingen aangeeft. Deze index wordt berekend op basis van de marktkapitalisatie.

## Afgeleide instrumenten
Afgeleide instrumenten zijn financiële derivaten zoals opties en futures. De prijsvorming van deze instrumenten kan gekoppeld zijn aan de koers van aandelen. Deze financiële derivaten worden echter doorgaans niet tot de aandelenmarkt gerekend.

## Andere strategieën
Voorbeelden van strategieën waarbij aandelen op krediet worden verhandeld, zijn short gaan en margin.